# Edward Tingatinga
Edward Saidi Tingatinga, alternativt Edwardi, Eduardo, Said, född 1937 i dåvarande Namocheli i regionen Tunduru i södra Tanzania, på gränsen till Moçambique, i en självförsörjande bondfamilj som tillhörde makuafolket, skjuten till döds 1972 av en polis i Dar es-Salaam, var en konstnär. Han skapade en konstnärsstil som sedermera fick namnet tingatinga, efter hans efternamn. Konstnärsstilen har gjort tanzanisk konst känd över hela världen och har fått stort genomslag i många länder, däribland i nordiska länder såsom Sverige, Danmark, Finland och Norge, och andra länder såsom Japan och Schweiz, men även i Tanzania och Kenya. Stilen är fortfarande är populär och engagerar många konstnärer.

## Liv innan konsten
Tingatinga föddes 1937 i Namocheli (i dag kallat Nakapanya), i distriktet Tunduru, i regionen Ruvuma i södra Tanzania, på gränsen till Moçambique. Hans familj, som bestod av fadern Said Tingatinga, modern Agnes Mtembo samt tre eller fyra syskon, var självförsörjande bönder som tillhörde stammen makua. Under sin uppväxt var han bonde, och framförallt honungssamlare. Hans far var muslim och hans mor kristen. Tingatinga gick två år i grundskolan på den katolska missionen i området Nandembo, men kunde på grund av ekonomiska problem inte slutföra utbildningen. På 1950-talet flyttade han till Tanga där han arbetade som grovarbetare vid en sisalodling, vidare till Dar es-Salaam, där han från 1959 arbetade som trädgårdsmästare hos den brittiske tjänstemannen George Pollack. När Pollack lämnade landet 1968 efter att Tanzania blev självständigt blev han tvungen att arbeta här och var i små lokala företag; bland annat sålde han frukt och grönsaker, vävde mattor och dekorerade husfasader.

## Konststilen
1968 började Tingatinga måla småskaliga tavlor i olika stilar, som han sedan sålde i "Morogoro Store" i Oysterbay för ungefär 15 shilling, vilket var den inkomst som han livnärde sig på. Han lade grunden till sin stil genom att i stället för papper måla på masonitplattor, som var enkla men starka. Han delade bitarna i knappt en halv kvadratmeter, 60x60 cm, stora bitar, och ritade teckningar, ofta föreställande djur, med cykellack. Cykellacken använde Tingatinga för att få klara färger med skarpa kontraster, och han fick färgen huvudsakligen av verkstäder som hade färg över. På grund av cykellackens trögflytande konsistens och långa torktid måste bakgrunden målas först och därpå motivet. Masonitskivorna fick han från allehanda byggen. Runt år 1970 började skandinaver få kännedom om hans bilder och föreningen Tan-Nordic Association hjälpte honom att vara med och ställa ut vid ett galleri i Dar es-Salaam mellan den 18 juni och 1 juli 1971, den första utställningen med inhemska konstnärer såväl som autodidakter (självlärda). Med en gång blev han oväntat populär, och priset på hans bilder steg. 1972, några månader efter Tingatingas död, hölls ytterligare en utställning på Dar es-Salaams nationalmuseum. Hans bilder bidrog till att han blev en av de mer kända namnen i både tanzanisk och afrikansk konst.
Artistnamnet Tingatinga började han inte använda förrän han började ställa ut sina tavlor; hans tidiga konst är, om ens signerad alls, signerad med Edwardi Saidi.
Hans konst har nu blivit så känd att det finns ett tanzaniskt flygbolag med Tingatinga-inspirerade dekorationer på stjärtfenan. 

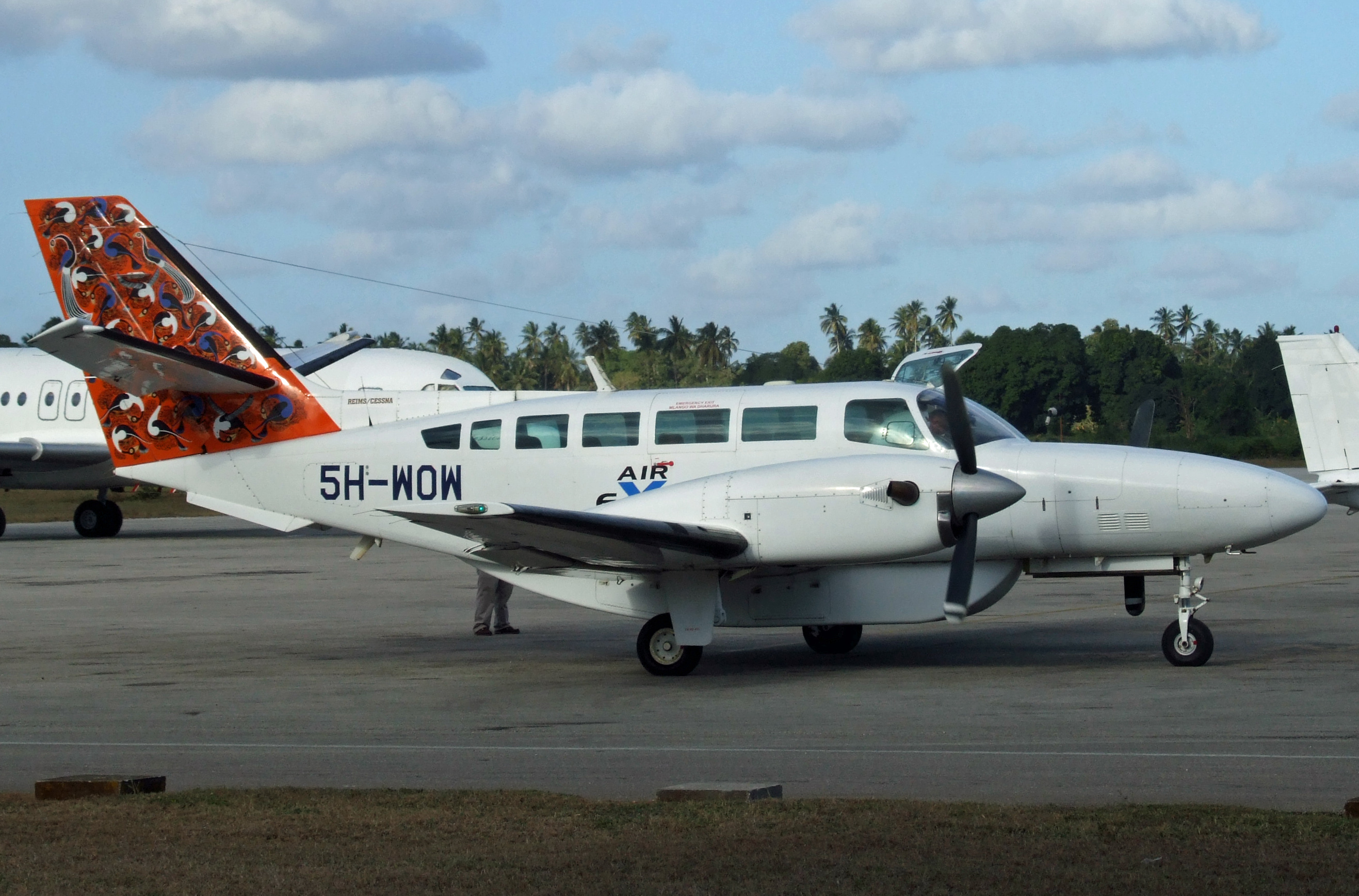
Tanzaniskt flygplan med Tingatinga-inspirerade dekorationer. Bilden tagen 2008.

## Död

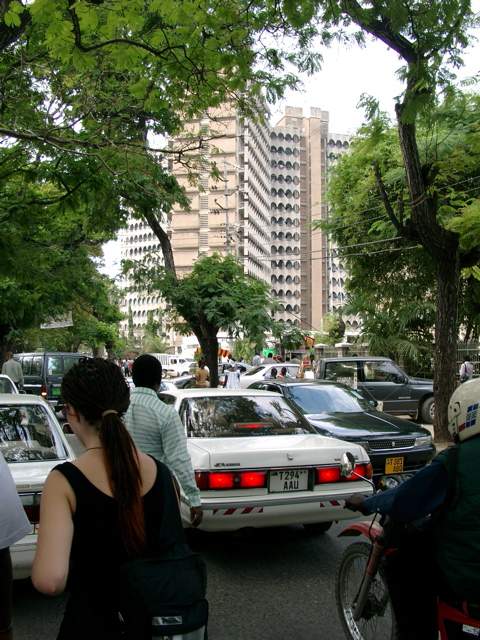
Samora Machel Avenue, där han dödades vid en trafikkontroll

I början på 1970-talet gifte sig Tingatinga med Agatha Mataka från grannstammen makonde, med vilken han fick sonen Daudi och dottern Martina. De bosatte sig i Msasani, ett tätbebott fiskeläge nära Oysterbay. Han sköts  1972 till döds av poliser vid Samora Avenue, när han vistades på förbjuden mark. I stället för att stanna när han beordrades, flydde han, varpå han sköts till döds. Efter hans död begravdes han i Dar es-Salaam.

## Arv

### Konstsällskap
Tingatinga hade fem lärlingar, Adeusi Mandu Mmatambwe, Abdallah Ajaba, John Linda Amba, Simon G. Mpata och Kaspar Henrick Tedo (dödad samtidigt som Tingatinga). Dessa fem lärlingar, samt övriga anhängare, startade "Tingatinga School of Painting", den konststil som i dag utgör tingatinga. Tingatingasällskapet fortsatte måla tavlor och fortsätter än i dag. Inledningsvis hade de problem eftersom de då och då bortfördes från området där de arbetade, men år 1977 registrerade konstnärerna Hashimi Mruta, Zaburi Muradi Chimwanda, Amonde, Tedo, Mpata, Amadi Saidi, Mchisa, Abasi, Salum Mussa, Mohamedi Saidi Chilamboni och januari Linda kooperativet "Tingatinga Partnership" hos regeringen, vilket lugnade ner situationen.[källa behövs] Den första ordföranden var Omari Amonde.
Sällskapets medlemmar sålde sina målningar i kojor som de byggt nära Morogoro Store i Oysterbay i Dar es-Salaam. 1990 ändrades namnet på sällskapet till "Tingatinga Arts Cooperative Society Limited" på initiativ av Mzee Lumumba, som Tingatinga arbetade med hos George Pollack. Sällskapet har i dag runt 100 medlemmar.

### Utställningar
Konststilen har uppmärksammats i flera gallerier över hela världen, och man har ställt ut i såväl Skandinavien som  Tyskland, USA och Japan. I augusti och september 2008 ställdes tavlor av Tingatinga ut vid en tingatinga-utställning på Galleri Li i Skärkind.

## Tvister om ursprunget
Vissa källor hävdar att Tingatinga föddes i Moçambique snarare än i Tanzania. Enligt Daniel Augustia från Tingatinga Arts Cooperative Society kan alla dessa källor spåras tillbaka i en artikel från konstkritikern Berit Sahlström från 1996, Tingatinga and His Followers. Artikeln menar också att Tingatingas förnamn var "Eduardo" i stället för "Edward". Sahlström träffade aldrig själv eller intervjuade Tingatinga-målarna, utan förlitade sig på en uppsats av sin student Mia Terent, som i sin tur skall ha fått informationen från den svensk-tanzaniska missionären Barbro Johansson, även känd som "Mama Barbro", i en intervju den 12 maj 1996.
Tingatingamålarna, the Tingatinga Arts Co-operative (TACS), och medlemmar ur Edwards familj (inklusive hans levande son och dotter Daudi och Martina, hans svåger Gallusi och halvbror Omari Amonde), såväl som forskare och konsthandlare, som Jesper Kirknaes, Merit Teisen, Yves Goscinny och Felix Lorenz, som länge arbetade tillsammans med Tingatingamålarna, förkastade idén att han föddes i Moçambique. Trots att Tingatinga Society och Edward Tingatingas barn kontaktade Sahlström och bad henne ändra Tingatingas födelseplats till Tanzania vägrade hon göra detta då hon ansåg att det vore att förvanska historien och att hon inte tänkte göra det i ett publicerat arbete från 1996.